# Contrada dei Fiori
La Contrada dei Fiori è stata una contrada di Milano appartenente al sestiere di Porta Comasina.

## Confini
I confini della contrada andavano dall'angolo di via Pontaccio e via del Mercato all'intersezione tra piazza del Carmine e via Brera, dove confinava con il sestiere di Porta Nuova. Il confine proseguiva poi fino alla Cerchia dei Navigli, che costeggiava fino a via Pontaccio.

## Luoghi di culto
Entro i confini della contrada era situata la chiesa di San Carpoforo, ora sconsacrata, originariamente tempio pagano romano dedicato alla dea Vesta poi convertito in luogo di culto cristiano.

## Storia

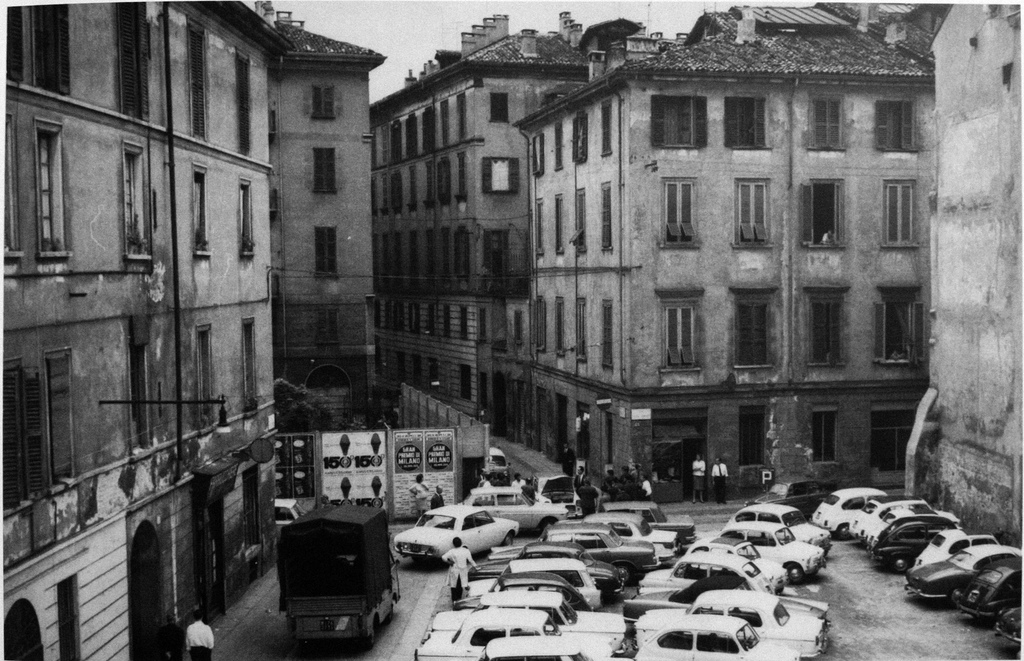
Via dei Fiori Chiari in una foto d'epoca

Il nome della contrada richiama una nobile famiglia milanese, i de Flore. Nella Milano moderna esistono tre toponimi distinti che si riferiscono all'antico nome della contrada, associati a due tronconi consecutivi della stessa strada, "via dei Fiori Chiari e "via dei Fiori Oscuri", ed a una piccola strada laterale di via dei Fiori Chiari chiamata "vicolo Fiori". 

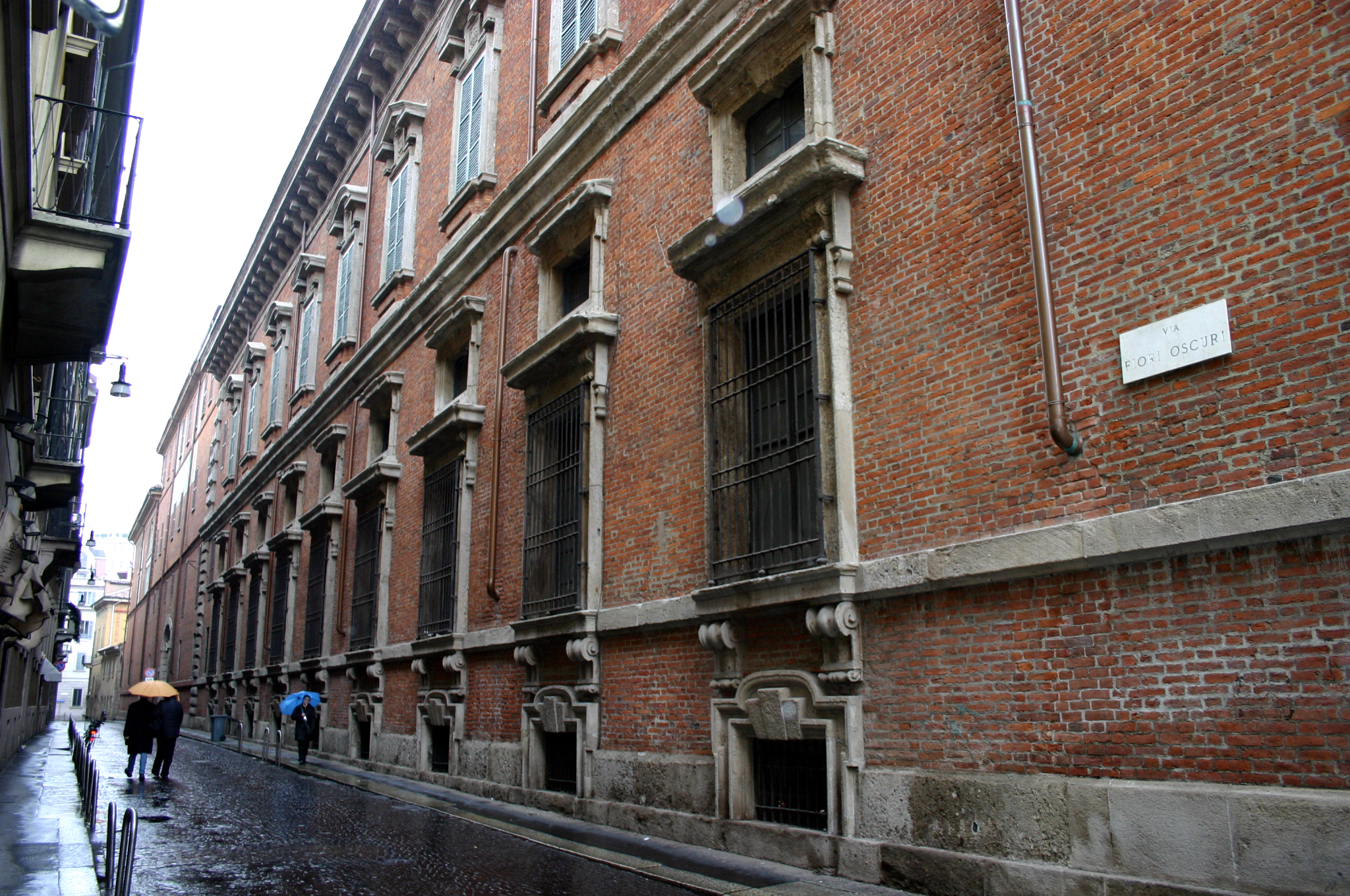
Via dei Fiori Oscuri nel 2007. A dispetto del nome, faceva parte della contrada degli Andegari e non della contrada dei Fiori

Nei suoi pressi era un tempo situata la via delle Vacche, forse richiamante l'omonimo mercato, che sorgeva poco lontano (ancora oggi, leggermente più a ovest di via dei Fiori Chiari è presente "via Mercato"). In precedenza via delle Vacche era denominata "via dei Fiori", visto che rappresentava la continuazione del moderno vicolo Fiori. 
Della contrada dei Fiori facevano però parte solo una parte dei toponimi menzionati, ovvero il tratto ovest di via dei Fiori Chiari fino al suo incrocio con vicolo dei Fiori e via della Madonnina. La restante parte di via dei Fiori Chiari e l'intera via dei Fiori Oscuri facevano parte del sestiere di Porta Nuova.
L'etimologia di "Fiori Chiari e "Fiori Oscuri" è legata alla vicinanza di due porte cittadine che erano contraddistinte, come si è diffusamente parlato, da uno stemma, legato a sua volta al sestiere di riferimento: Porta Nuova, non lontana da via dei Fiori Oscuri, aveva nel suo stemma, il colore nero, da cui il nome della strada, mentre via dei Fiori Chiari era nei pressi di Porta Comasina, che aveva come tra i colori dominanti il rosso, che ha una tonalità più chiara del nero.